# Brendan O'Brien (évêque)
Pour les articles homonymes, voir Brendan O'Brien.
Brendan Michel O'Brien, né le 28 septembre 1943 à Ottawa, en Ontario, est un évêque catholique canadien, archevêque de Kingston, en Ontario, de 2007 à 2019. 

## Biographie

### Carrière
- Ordonné prêtre le 1er juin 1968 pour l'archidiocèse d'Ottawa
- Nommé évêque auxiliaire d'Ottawa le 6 mai 1987, - évêque titulaire de Numana (de), ordonné le 29 juin.
- Nommé évêque de Pembroke, en Ontario, en 1993
- Puis archevêque de Saint-Jean, en 2000.
- Président de la Conférence des évêques catholiques du Canada (CECC) de 2003 à 2005.
- Nommé archevêque de Kingston le 1er juin 2007
- Retiré le 28 mars 2019

### Études
Après des études à l'Université d'Ottawa et l'Université Saint-Paul, à Ottawa, Mgr O'Brien a soutenu un doctorat en théologie morale auprès de l'Académie Alfonsiana, institut dépendant de la faculté de théologie  de l'Université pontificale du Latran, à Rome.